# Giuseppe Perentin
Giuseppe Perentin (21 de febrero de 1906-4 de marzo de 1981) fue un deportista italiano que compitió en natación, especialista en el estilo libre. Ganó dos medallas de plata en el Campeonato Europeo de Natación, en los años 1927 y 1931.

## Palmarés internacional
| Campeonato Europeo | Campeonato Europeo | Campeonato Europeo | Campeonato Europeo |
| Año                | Lugar              | Medalla            | Prueba             |
| ------------------ | ------------------ | ------------------ | ------------------ |
| 1927               | Bolonia (Italia)   | Medalla de plata   | 1500 m libre       |
| 1931               | París (Francia)    | Medalla de plata   | 1500 m libre       |